# UET Trotting Masters
UET Trotting Masters är travsportens europaranking. Hästarna rankas utefter resultaten i de lopp som ingår i UET Trotting Series. Totalt ingår 105 europeiska travlopp i UET Trotting Series. Flest rankingspoäng kan erhållas i de fyra "Grand Slam-loppen" som är Prix d'Amérique, Gran Premio Lotteria, Elitloppet och Oslo Grand Prix. Det ges även fler poäng i Grupp 1-lopp än Grupp 2-lopp. Den häst som under säsongen samlat flest antal poäng i storloppen som ingår i UET Trotting Series blir sedan rankad etta i Europa.
2012 ersatte UET Trotting Masters travloppsserien European Grand Circuit.
Den svensktränade hästen Propulsion segrade både i 2018 och 2019 års upplaga, men fråntogs senare segrarna då det framkommit att han varit nervsnittad i sina hovar och ej varit startberättigad.

## Kriterier
Varje höst möts även de högst rankade hästarna i en final. Beroende på arrangörsbana kan mellan 12 och 16 hästar delta i finalen. Startspåren fördelas på så sätt att den som har högst ranking först väljer startspår och sedan väljer man i fallande skala. Finalloppet är ett Grupp 1-lopp, det vill säga ett lopp av högsta internationella klass, och har 250 000 euro i förstapris.

## I Sverige
Loppet har körts i Sverige tre gånger, 2012 och 2023 på Solvalla samt 2018 på Östersundstravet. Även 2020 skulle loppet köras på Solvalla, men ställdes in p.g.a. den pågående coronaviruspandemin. Den årliga serien STL Open ersatte UET Trotting Masters efter att coronaviruspandemin brutit ut.

## Finalvinnare
| År   | Bana                                              | Häst                                              | Land                                              | Kusk                                              | Tränare                                           | Tvåa                                              | Trea                                              | Distans                                           | Tid                                               | Odds                                              |
| ---- | ------------------------------------------------- | ------------------------------------------------- | ------------------------------------------------- | ------------------------------------------------- | ------------------------------------------------- | ------------------------------------------------- | ------------------------------------------------- | ------------------------------------------------- | ------------------------------------------------- | ------------------------------------------------- |
| 2024 | Vincennes                                         | Go On Boy                                         | Frankrike                                         | Romain Derieux                                    | Romain Derieux                                    | Ganay de Banville                                 | Hooker Berry                                      | 2 100 m                                           | 1.09,2                                            | 4.50                                              |
| 2023 | Solvalla                                          | Hohneck                                           | Frankrike                                         | Gabriele Gelormini                                | Philippe Allaire                                  | Go On Boy                                         | Vivid Wise As                                     | 2 140 m                                           | 1.10,1                                            | 5.22                                              |
| 2022 | Kördes ej                                         | Kördes ej                                         | Kördes ej                                         | Kördes ej                                         | Kördes ej                                         | Kördes ej                                         | Kördes ej                                         | Kördes ej                                         | Kördes ej                                         | Kördes ej                                         |
| 2021 | Inställt p.g.a. den pågående coronaviruspandemin. | Inställt p.g.a. den pågående coronaviruspandemin. | Inställt p.g.a. den pågående coronaviruspandemin. | Inställt p.g.a. den pågående coronaviruspandemin. | Inställt p.g.a. den pågående coronaviruspandemin. | Inställt p.g.a. den pågående coronaviruspandemin. | Inställt p.g.a. den pågående coronaviruspandemin. | Inställt p.g.a. den pågående coronaviruspandemin. | Inställt p.g.a. den pågående coronaviruspandemin. | Inställt p.g.a. den pågående coronaviruspandemin. |
| 2020 | Inställt p.g.a. den pågående coronaviruspandemin. | Inställt p.g.a. den pågående coronaviruspandemin. | Inställt p.g.a. den pågående coronaviruspandemin. | Inställt p.g.a. den pågående coronaviruspandemin. | Inställt p.g.a. den pågående coronaviruspandemin. | Inställt p.g.a. den pågående coronaviruspandemin. | Inställt p.g.a. den pågående coronaviruspandemin. | Inställt p.g.a. den pågående coronaviruspandemin. | Inställt p.g.a. den pågående coronaviruspandemin. | Inställt p.g.a. den pågående coronaviruspandemin. |
| 2019 | Vincennes                                         | Bahia Quesnot                                     | Frankrike                                         | Junior Guelpa                                     | Junior Guelpa                                     | Bold Eagle                                        | Mindyourvalue W.F.                                | 2 700 m                                           | 1.11,9                                            | 2.70                                              |
| 2018 | Östersund                                         | Milligan's School                                 | Sverige                                           | Ulf Eriksson                                      | Stefan Melander                                   | Readly Express                                    | Sorbet                                            | 2 140 m                                           | 1.10,5                                            | 2.84                                              |
| 2017 | Vincennes                                         | Aubrion du Gers                                   | Frankrike                                         | Jean-Michel Bazire                                | Jean-Michel Bazire                                | Bold Eagle                                        | Twister Bi                                        | 2 700 m                                           | 1.11,6                                            | 5.60                                              |
| 2016 | Bjerke                                            | Nuncio                                            | Sverige                                           | Örjan Kihlström                                   | Stefan Melander                                   | Oasis Bi                                          | Mosaique Face                                     | 2 100 m                                           | 1.10,7                                            | 1.18                                              |
| 2015 | Mons                                              | Mosaique Face                                     | Sverige                                           | Lutfi Kolgjini                                    | Lutfi Kolgjini                                    | Creatine                                          | Oasis Bi                                          | 2 300 m                                           | 1.11,7                                            | 3.90                                              |
| 2014 | Charlottenlund                                    | Ed You                                            | Sverige                                           | Torbjörn Jansson                                  | Robert Bergh                                      | Mosaique Face                                     | Canaka B.F.                                       | 2 500 m                                           | 1.12,4                                            | 19.06                                             |
| 2013 | Vincennes                                         | Ready Cash                                        | Frankrike                                         | Franck Nivard                                     | Thierry Duvaldestin                               | Timoko                                            | The Best Madrik                                   | 2 700 m                                           | 1.11,9                                            | 1.70                                              |
| 2012 | Solvalla                                          | Sebastian K.                                      | Sverige                                           | Åke Svanstedt                                     | Åke Svanstedt                                     | Save The Quick                                    | Quarcio du Chêne                                  | 2 140 m                                           | 1.11,7                                            | 2.16                                              |